# ドラゴンボールZ この世で一番強いヤツ
『ドラゴンボールZ この世で一番強いヤツ』（ドラゴンボールゼット このよでいちばんつよいヤツ）は、1990年3月10日に公開された『ドラゴンボール』シリーズの劇場公開作第5弾である。監督は西尾大介。
キャッチコピーは「悟空、悟飯!!謎のツルマイツブリ山へ向かえ!!」。
春休みの東映アニメまつりの1作品として上映された。同時上映作は『悪魔くん ようこそ悪魔ランドへ!!』、『魔法使いサリー』（第2作）。

## 解説
時期的には「悟空の道着の、胸の亀マークと背の界王マークからみてベジータ戦〜悟空ナメック星到着までの間の出来事だろう。だがナメック星で戦闘中のハズの悟飯が地球にいるなどの矛盾も」と『DRAGON BALL大全集6』にて解説されている。本作では、まだ孫悟飯の力が不安定な時期だったため不思議な力を持った子供として描写されていた。また、第一線から退いた亀仙人が戦う描写や、チチが前作とはうって変わった教育ママぶりが強調されている。劇場版で定番となるクリリンの台詞「何でオレだけ…」は今作で初登場となる。

## あらすじ
悪の天才科学者Dr.ウイローの助手であるDr.コーチンはドラゴンボールを集め、永久氷壁の中からDr.ウイローを50年ぶりにこの世に蘇らせた。頭脳のみの存在であるDr.ウイローは、地上で最も強い人間の肉体を求めていた。彼は武術の神様と謳われた亀仙人こと武天老師に目を付け、自身が造った3体の凶暴戦士を亀仙人と戦わせた。ウーロンの頼みを受けて、危機に駆けつけた悟空たちの前に立ち塞がったのは、凶暴戦士たち、そして洗脳されたピッコロだった。悟空とピッコロの戦いを静観するDr.ウイローは、その戦闘力の高さを瞬時に見抜き、悟空の体を欲するようになる。

## 登場人物

### レギュラーキャラクター
- 孫悟空、孫悟飯 - 野沢雅子
- ピッコロ - 古川登志夫
- クリリン - 田中真弓
- ブルマ - 鶴ひろみ
- 亀仙人 - 宮内幸平
- チチ - 荘真由美
- ウーロン - 龍田直樹
- 神龍 - 内海賢二
- 海ガメ[7] - 郷里大輔
- ナレーター - 八奈見乗児

### ゲストキャラクター
バイオマン以外は、愛知県の名古屋名物をもじった名前になっている。これらの名前は脚本家の小山高生が考えたもの。
Dr.ウイロー
声 - 中田浩二
神龍の力によって永久氷壁の中から50年ぶりに復活を遂げ、人間たちの支配を目論む悪の天才科学者。かつては「不世出の天才」と呼ばれるほどだったが、狂気に満ちた極端な思想の持ち主だったために表の世界から葬り去られ、「永久凍土の中で死に絶え報いを受けた」と報じられていたが生存していた。その途上で病に倒れたが、助手であるDr.コーチンの手を借りて脳だけを生命維持装置へと移植され、そのまま研究所の最深部で生き延びていた。自分を偉大な頭脳の持ち主だと考え、それを変人扱いしこの世から葬り去ろうとした世間に復讐を誓い、自分の科学力で支配することで復讐を遂げようと画策している。
一人称は「私」または「ワシ」。性格は理知的で落ち着いた口調の人物だが、ブルマに反論されたり助手のコーチンが制止を無視して悟飯を挑発し続けた時は怒鳴るなど激情的な部分もある。
脳は透明なバイザーで覆われ、その内部は透明な溶液で満たされており、普段はバイザー部分のみを壁から露出させているが、真の姿は巨大なサイボーグ。その巨体を研究所のコア部分に隠していた。Dr.ウイロー自身はこの姿を「醜い身体」と評していたが、3倍界王拳を発動した悟空の突進や4倍界王拳かめはめ波にも耐えるほどの強固な装甲を持ち、衝撃波だけで悟飯やピッコロを吹き飛ばすなど、規格外の強さを誇る。研究所のコアとは機能が連動しているらしく、決着の際はコアからエネルギーを吸い寄せている。また「とてつもなく強い気が近づいている」と悟空の気配を察知したり、気を読む能力を持っていた様子。
最強の武術家の体を自分の物にするために、当初は亀仙人を誘拐してその肉体を奪おうとしていた。しかし、亀仙人の最強伝説が過去のものであると知ると、強気な態度を取ったブルマから悟空のことを聞き、即座に標的を悟空へと変更。3体の凶暴戦士が倒され、ピッコロの洗脳が解けて自らの手駒が全滅すると、真の姿を現して自ら悟空たちに戦いを挑む。一時は悟空たちを圧倒するが、4倍界王拳かめはめ波によって大気圏外に吹き飛ばされる。その後は極大エネルギー波で地球そのものを吹き飛ばそうとするが、悟空の元気玉によって押し返され消滅した。
『ドラゴンボールヒーローズでは他の部下達と共にJM6弾にて参戦。『スーパードラゴンボールヒーローズ』では新たな姿であるDr.ダブリューが登場。
作者である鳥山明のデザインでは大きさの設定はされておらず、機械の身体の中には脳以外の臓器も描かれていた。『週刊少年ジャンプ』の特集記事では、「無敵のロボット・マジンウルトラ28号」と解説されている。名前の由来はういろう。

Dr.コーチン
声 - 矢田耕司
Dr.ウイローの助手で、彼を神を凌駕する偉大な人物と称えている狂気の科学者。「東映アニメまつり90」のパンフレットでは70歳の老科学者、『DRAGON BALL大全集』では正体はロボットであると説明されている。『アニメディア』ではバリヤースーツと呼ばれる装甲服を身につけているという説明もある。左腕はガトリング砲に変形することが可能。使用している杖にはエネルギー砲が内蔵されている。『アニメディア』では電撃を与える武器とも説明されている。バイオテクノロジーと環境操作技術の天才であり、彼いわく「その気になれば一瞬にして地球全土を砂漠にすることも可能」と語り、亀仙人とブルマを捕える3日前、南の都付近の森林地帯を砂漠化させている。Dr.ウイロー同様に冷酷な人物だが、ブルマの洒落に対して「座布団はやれん」と冗談で返す一面を持っている。
50年前、自分たちの才能が認められる理想の世界を築くために病に倒れたDr.ウイローの脳を機械へと移植したが、その矢先に異常気象で研究所ごと永久氷壁に閉じ込められた。50年後に地表に出た彼は神龍を呼び出し、研究所と共にDr.ウイローを復活させた。Dr.ウイローに相応しい最強の肉体を求めて、自らが創造した3体の凶暴戦士たちや洗脳したピッコロを悟空や亀仙人と戦わせた。ブルマの解放を求めたクリリンにガトリング砲による激しい銃撃を浴びせるが、亀仙人によって左腕が破壊され、戦闘能力を失う。ウイローが真の姿を現した際には床の崩落に巻き込まれ、その下にあったエネルギーの柱に欠損した左腕部分が触れたことで機械化された体内組織が露わになり、最期はウイローの名を呟きながら爆発した。
名前の由来は名古屋コーチンから。
凶暴戦士
「狂暴戦士」や「兇暴戦士」との表記もある。「東映アニメまつり90」のパンフレットでは「バイオ戦士」とも呼ばれている。バイオテクノロジーによりDr.コーチンが造り出した3体の戦士たち。3人とも劇中では唸り声のみで言葉を話すことはないが、『ドラゴンボールヒーローズ』では言葉を発する。
キシーメ
声 - 岸野幸正
小柄で緑色の肌が特徴。瞬間移動並の敏捷な動きを見せる（悟空は「残像拳ではない」と言っている）他、両腕から血管のような電気触手を発動してムチのように離れた相手に攻撃する能力も持っている。亀仙人をダウンさせ、さらには悟飯やクリリンをも戦闘不能に追いやるもエビフリャーと共に悟空の界王拳による突進により倒された。
名前の由来は、きしめんから。
エビフリャー
声 - 山口健
薄いピンクの肌に巨体が特徴で、凶暴戦士最大のパワーを持つ。また掌から触れたものを凍らせる「凍結拳」を放つ。Dr.コーチンに合わせて言葉を発するなど、彼の意思と同調しているかのような描写があった。悟飯とクリリンを凍らせるが、最後は界王拳の一撃で壁に吹き飛ばされて倒された。
名前の由来は、エビフライから。
ミソカッツン
声 - 郷里大輔
凶暴戦士一番の巨体。ゴムのように極めて柔らかい体を持ち、亀仙人や悟空のかめはめ波をも跳ね返すほど。しかし、悟空の界王拳には体が耐え切れず、腹部に穴を空けられて倒された。
名前の由来は、味噌カツから。
バイオマン
Dr.ウイローの手下の戦闘員たち。知能はそれほど高くないが、簡単な会話などは可能である。無機的かつ抑揚の無い口調ではあるが感情は持っているようで、煙の中から咳き込みながら現れた亀仙人を見て唖然とし、汗をかく場面もある。ツルマイツブリ山を訪れた悟飯とウーロンを襲ったが、ピッコロによって蹴散らされた。その後、Dr.コーチンと共にカメハウスを訪れ、亀仙人に戦いを挑むも一蹴される。しかし、ブルマを人質に取って亀仙人を連行した。
名前の由来はバイオ工学で作られたから。パンフレットでは体色が異なる。
『ドラゴンボールヒーローズ』邪悪龍ミッション第6弾では、赤バイオマン（ドクター・ゲロの配下）、青バイオマン（ドクター・ミューの配下）、白バイオマン（ドクター・ライチーの配下）が登場している。

## スタッフ
- 製作総指揮 - 今田智憲
- 原作 - 鳥山明
- 企画 - 森下孝三
- 製作担当 - 岸本松司
- 脚本 - 小山高生
- 音楽 - 菊池俊輔
- 撮影監督 - 池上元秋
- 編集 - 福光伸一
- 録音 - 二宮健治
- 美術監督 - 池田祐二
- 作画監督 - 前田実
- 監督 - 西尾大介
- 原画 - 海老沢幸男、山室直儀、江口寿志、中鶴勝祥、志田直俊 他
- 宣伝協力 - 週刊少年ジャンプ、フジテレビ

## 主題歌
オープニングテーマ - 『CHA-LA HEAD-CHA-LA』
作詞 - 森雪之丞 / 作曲 - 清岡千穂 / 編曲 - 山本健司 / 歌 - 影山ヒロノブ
エンディングテーマ - 『戦（I・KU・SA）』
作詞 - 佐藤大 / 作曲 - 池毅 / 編曲 - 山本健司 / 歌 - 影山ヒロノブ
挿入歌 - 『ピッコロさんだ〜いすき♡』
作詞 - 谷穂ちろる / 作曲 - 池毅 / 編曲 - 山本健司 / 歌 - 野沢雅子

## 映像ソフト
いずれも東映ビデオより発売。
- VHS・LD
1990年9月14日に発売。
- DVD
  - DRAGON BALL 劇場版 DVDBOX DRAGON BOX THE MOVIES
2006年4月14日発売。
  - DRAGON BALL THE MOVIES #02 ドラゴンボールZ この世で一番強いヤツ
2008年8月8日発売。
- Blu-ray
  - DRAGON BALL THE MOVIES Blu‐ray ♯01
2018年11月2日発売。

## 関連書籍
- ジャンプ・アニメコミックス ドラゴンボールZ この世で一番強いヤツ - 集英社、1994年6月22日、ISBN 4-8342-1194-0